# Étienne-Jean Georget
Étienne-Jean Georget (2 de abril de 1795 – 14 de mayo de 1828) fue un psiquiatra pionero francés. Es conocido por sus escritos sobre la monomanía. Fue también el pionero de la psiquiatría forense, y el primer psiquiatra en sostener la defensa por locura en cargos criminales. 

## Biografía
Georget nació en Vernou-sur-Brenne (Indre y Loira), en una familia de agricultores pobres. Tuvo poca educación, lo que le parecía una desventaja en su carrera.
Estudió medicina en Tours, y después en París donde fue alumno de Philippe Pinel y Jean Étienne Dominique Esquirol. Desde 1815 trabajó en el hospital de la Salpêtrière. En 1820 logró fama con su libro De la folie ("Sobre la locura").
Georget se especializó en Psicopatología. Refinó y aclaró la nosología de las enfermedades mentales de Pinel. Distinguió varios tipos de monomanía como la "teomanía" (obsesión religiosa), "erotomanía" (obsesión amorosa), "demonomanía" (obsesión con el mal) y la "monomanía homicida" (obsesión por el asesinato). También sostuvo la opinión de que es posible que los delincuentes no sean legalmente responsables de sus delitos por razón de locura.
Georget ridiculizó la vieja idea del origen uterino de la histeria y sostuvo que era una enfermedad tanto de hombres como de mujeres.
Fue miembro de la Académie nationale de médecine y de la Sociedad Médica de Londres.
El trabajo teórico de Georget tuvo gran influencia para establecer la opinión de los escritores románticos del siglo XIX sobre los locos y los criminales.
Georget murió de tuberculosis a los 33 años.

### Los retratos de Géricault
A inicios de los años 1820, encargó a Théodore Géricault, un antiguo paciente, pintar una serie de retratos de modo que sus alumnos pudieran estudiar los rasgos faciales de los "monomaníacos", ya que prefería utilizar tales imágenes a tener pacientes en el aula. Entre 1821 y 1824, Géricault creó diez pinturas, de las cuales hasta principios del siglo XXI se conocieron cinco. Incluyen a un secuestrador de niños (pedófilo), una adicta al juego, y una mujer "consumida por la envidia". El más famoso es El cleptómano.

## Trabajos

### Libros
- De la folie: considérations sur cette maladie, p. PR4, en Google Libros (1820) 
  - Postel, Jacques (ed.). De la folie. Toulouse: Privat (1972)
- De la physiologie du système nerveux et spécialement du cerveau: recherches sur les maladies nerveuses en général, et en particulier sur le siége, la naturaleza et le traitement de lʹhystérie, de lʹhypochondrie, de l'épilepsie et de lʹasthme convulsif (1821) Volumen 1
- Examen médical des procès criminels des nommés Léger, Feldtmann, Lecouffe, Jean-Pierre et Papavoine, dans lesquels l'aliénation mentale a été alléguée comme moyen de défense, suivi de quelques considérations médico-légales sur la liberté morale, p. PP8, en Google Libros (1825)[9][10]
- Discussion médico-légale sur la folie ou aliénation mentale, suivie de l'examen du procès criminel d'Henriette Cornier, et de plusieurs autres procès dans lesquels cette maladie un été alléguée comme moyen de défense en Gallica (1826)[11]
- Des maladies mentales, considérées dans leurs compenetraciones avec la législation civile et criminelle (1827) (De las enfermedades mentales, consideradas en relación con las leyes civiles y criminales)
- Nouvelle discussion médico-légale sur la folie ou aliénation mentale, suivie de l'examen de plusieurs procès criminels dans lesquels cette maladie a été alléguée comme moyen de défense, p. PP4, en Google Libros (1828) (Nueva discusión forense sobre la locura o alienación mental, seguida de un examen de varios juicios penales en que esa enfermedad se utilizó como medio de defensa)

Una lista más completa puede ser encontrada en Semelaigne.

### Artículos de diccionario (selección)
- Artículos en Adelon, Nicolas Philibert (ed.). Dictionnaire de médecine. París: Béchet jeune: "Délire"; "Folie"; "Hystérie"; "Névrose"[13][14][15][16][17]